# Burt Bacharach
Burt Freeman Bacharach (wym. ˈbækəræk) (ur. 12 maja 1928 w Kansas City, zm. 8 lutego 2023 w Los Angeles) – amerykański pianista, kompozytor, aranżer i producent. Trzykrotnie nagrodzony Oscarem, sześciokrotny laureat Nagrody Grammy.

## Życiorys
W latach pięćdziesiątych i na początku lat sześćdziesiątych był akompaniatorem i kierownikiem zespołu Marleny Dietrich. W latach sześćdziesiątych i siedemdziesiątych XX w. współpracował głównie z autorem tekstów Halem Davidem.
Piosenki Bacharacha są wykonywane przez wielu popularnych artystów, takich jak The Carpenters, Aretha Franklin, Jack Jones, Tom Jones, Dusty Springfield, Luther Vandross i Dionne Warwick. Jego muzyka, z reguły klasyfikowana jako easy listening, ma zazwyczaj charakterystyczne, przyjemne i łatwo wpadające w ucho melodie oraz bardzo wyrafinowany styl. 52 z jego piosenek trafiły na listę przebojów „Top40”. Wiele z jego utworów zostało nagranych w stylu jazzowym przez popularnych artystów jazzowych, jak na przykład Stan Getz i Wes Montgomery.
Bacharach pojawił się w kilku małych rolach w szeregu hollywoodzkich filmów, między innymi we wszystkich trzech komediach o przygodach Austina Powersa.

## Życie prywatne
Był czterokrotnie żonaty, jego żony to w kolejności: Paula Stewart, aktorka Angie Dickinson, Carole Bayer Sager i od 1993 Jane Hanson.
Zmarł 8 lutego 2023 w Los Angeles.

## Filmografia
Kompozytor
- Blob, zabójca z kosmosu (The Blob, 1958)
- Forever My Love(inne języki)  (1962)
- Nie przysyłaj mi kwiatów(inne języki) (Send Me No Flowers, 1964)
- Co słychać, koteczku? (What’s New, Pussycat?, 1965)
- Polowanie na lisa(inne języki) (Caccia alla volpe, 1966)
- Casino Royale (1967)
- Butch Cassidy i Sundance Kid (Butch Cassidy and the Sundance Kid, 1969)
- Coś Wielkiego(inne języki) (Something Big, 1971)
- Zagubiony Horyzont (Lost Horizon, 1973)
- Amo non amo(inne języki) (1979)
- Artur (Arthur, 1981)
- Nocna zmiana(inne języki) (Night Shift, 1982)
- Artur 2 (Arthur 2: On the Rocks,1988)
- Rok 1969(inne języki) (1969, 1988)
- Spokojnie, tatuśku (Parenthood, 1989)
- Miłość potrafi ranić(inne języki) (Love Hurts, 1991)
- Wspaniała Susann(inne języki) (Isn’t She Great, 2000)

Aktor
- Austin Powers: Agent specjalnej troski (Austin Powers: International Man of Mystery, 1997) jako on sam

## Największe przeboje

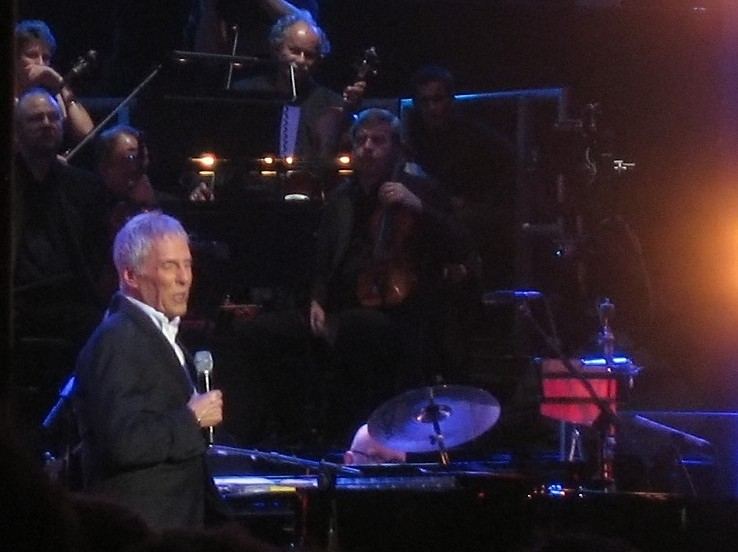
Burt Bacharach podczas koncertu (2008)

- „Baby, It’s You” (The Shirelles, 1962)
- „The Man Who Shot Liberty Valance” (Gene Pitney, 1962)
- „Don’t Make Me Over” (Dionne Warwick, 1962)
- „Make it Easy On Yourself” (Jerry Butler(inne języki), 1962)
- „Twenty-Four Hours From Tulsa” (Gene Pitney, 1963)
- „Blue on Blue” (Bobby Vinton, 1963)
- „Anyone Who Had a Heart” (Dionne Warwick, 1963)
- „Wives and Lovers” (Jack Jones, 1963)
- „Walk On By” (Dionne Warwick, 1964)
- „Wishin’ and Hopin'” (Dusty Springfield, 1964)
- „(There’s) Always Something There to Remind Me” (Sandie Shaw, 1964)
- „A House is Not a Home” (Dionne Warwick, 1964)
- „What the World Needs Now Is Love” (Jackie DeShannon 1965)
- „What’s New Pussycat?” (Tom Jones)

Piosenka nominowana do Oscara w 1965
- „Alfie” (Cilla Black, 1966, z filmu Alfie)
- „This Guy’s in Love With You” (Herb Alpert & the Tijuana Brass, 1967)
- „I Say a Little Prayer For You” (Dionne Warwick, 1967)
- „The Look of Love” (Dusty Springfield, 1967 z filmu Casino Royale)

Piosenka nominowana do Oscara w 1967
- „Do You Know the Way to San Jose?” (Dionne Warwick, 1968)
- „Promises, Promises” (Jill O’Hara, 1968 i Dionne Warwick, 1968)
- „Raindrops Keep Fallin’ on My Head” (B.J. Thomas, 1969 z filmu Butch Cassidy and the Sundance Kid)

Oscar i Grammy w 1969
- „I’ll Never Fall in Love Again” (Dionne Warwick, 1969)
- „Close to You” (The Carpenters, 1970)
- „One Less Bell to Answer” (the 5th Dimension, 1970)
- „Arthur’s Theme (The Best That You Can Do)” (Christopher Cross, z filmu Arthur)

Oscar za najlepszą piosenkę w 1981
- „On My Own” (Patti LaBelle i Michael McDonald, 1986)
- „That’s What Friends Are For” (1982)

Grammy za piosenkę roku. Napisana do filmu Night Shift i śpiewana przez Roda Stewarta, później nagrana także wspólnie przez Dionne Warwick, Stevie Wondera, Gladys Knight, i Eltona Johna